# Colladonus kirkaldyi
Colladonus kirkaldyi är en insektsart som beskrevs av Ball 1911. Colladonus kirkaldyi ingår i släktet Colladonus och familjen dvärgstritar. Inga underarter finns listade i Catalogue of Life.